# Trákok
A trákok indoeurópai eredetű ókori nép, akik az i. e. 2. évezred második felétől az i. sz. 6–7. századig éltek a Balkán-félsziget délkeleti és keleti részén, főleg a mai Bulgária területén.
A trákok kutatása a második világháború előtti időszakban a görög és a római civilizációk megismeréséhez képest háttérbe szorult. Csak az 1950-es évektől lendült fel a klasszikus kultúrák peremén élő népek tanulmányozása. A trákológia tudományának központjává Bulgária vált.
Az i. e. 6. századtól az i. e. 3. század elejéig tartó időszakban nagyobb gazdasági és kulturális változások mentek végbe Trákiában. A politikai berendezkedés is átalakult, több törzs (pl. odrüszok) jelentős kiterjedésű államszövetségeket hozott létre.
Az i. e. 3. század elejétől kezdődő időszak társadalmi és politikai válságait csak fokozta a kelták betörése. Az i. e. 2. század közepétől a trákok fokozatosan római fennhatóság alá kerültek, utolsó önálló államuk, az i. sz. 2. század elején megszűnő Dák Királyság volt.

## Elnevezés
A trákok neve görög eredetű, önelnevezésük nem ismert. Egy görög monda szerint a terület Thraké nimfáról kapta a nevét. Ő volt az, aki a gyógyfüvek és ráolvasás titkait ismerte.

## Lakóhely
A trákok lakta terület a Balkán délkeleti részén, a Kárpátok és az Égei-tenger között helyezkedett el. Ez a mai Bulgárián kívül Szerbia, Románia, Törökország és Görögország egyes részeit is magában foglalta. A szűkebb értelemben vett Trákia a Duna–Fekete-tenger–Égei-tenger, Sztruma és Vardar völgye területekkel határolható, a Dunától északra fekvő géták és dákok által lakott területét nem foglalja magába.

### A trák törzsek
Míg az Iliászban három törzs neve szerepel (thrákok, kikonok, paionok), addig Hérodotosz már 12, a hellenisztikus korban élő geográfusok pedig 80 trák törzsről számoltak be. A görög szerzők által említett törzsnevek feltehetően egy-egy nemzetség vagy család nevéből származnak.
A fontosabb trák törzsek:
- bésszoszok  (vagy besszák): A Maricától délre, a Rila és a Rodope közötti területen éltek.
- bithünök: Kis-Ázsia északnyugati részén éltek.
- dákok: A Kárpátok és a Duna között, illetve Erdélyben éltek. A legtovább ők őrizték meg önállóságukat a római hódítással szemben (2. század eleje).
- edonok
- géták: Az Al-Duna mindkét partján éltek.
- karpok : Az Erdős-Kárpátok területén éltek; a hegységet róluk nevezték el.[6]
- kikonok
- moiszoszok: a mai Észak-Bulgária középső részén éltek; a rómaiak e törzsről nevezték el itteni provinciájukat, Moesiát.
- odrüsziak vagy odrüszok: A Balkán délkeleti csücskében, a Balkán-hegység és a Márvány-tenger közötti területen éltek.
- szerdek: A mai Nyugat-Bulgária területén, pl. Szófia (római kori neve: Serdica) környékén éltek.
- triballoszok (vagy triballok): a legnyugatabbi törzs, a Morava és az Iszker folyók között éltek.

A trák történelem 2000 éve alatt egyes népelemek három nagyobb hullámban terjedtek szét a balkáni törzsterületen kívülre. Az i. e. 1. évezred elején létrejött diaszpórákról (Kaukázus, Fekete-tenger vidéke, Földközi-tenger keleti medencéje) később görög tudósok jegyeztek fel információkat, melyet régészeti leletek is alátámasztottak. Újabb szétvándorlás Nagy Sándor hadjárataihoz és a római hódítás kezdeteihez kapcsolható. Az utolsó periódus a késő római időkben, főleg a Római Birodalom 4. század végén zajló kettészakadásának időszakához köthető.

## Történet

### A kezdetektől a perzsa uralomig
A trák történelem kezdeti időszaka írásos források hiányában kevésbe ismert. A nép balkáni megjelenése a bronzkor végi nagy népmozgásokhoz kapcsolódhat. A trákokhoz köthető az Észak-Bulgáriában talált, bronzkor végére keltezett valcsitrani aranykincs. Valószínűleg északkelet felől, a Fekete-tenger térségéből vándoroltak a Balkánra három hullámban. Az első még a neolitikum idején zajlott, a második a bronzkor első időszakában a harmadik pedig a nagy európai népmozgások idején, i. e. 1200 körül. Szerepük lehetett a mükénéi kultúra eltűnésében és más görög törzsek délebbre vándorlásában.
A következő korszak, az i. e. 12–6. évszázad a görög történelem "sötét korszaka" Trákiában is nagy átalakulásokat hozott. A korszak elején a bronz helyett elterjedt a vas használata, mely vélhetően társadalmi-politikai változásokat is okozott, ám a gazdasági-kulturális hagyományok tovább éltek. A régió délkeleti részén feltárt megalitok fejlett civilizáció meglétére utalnak. Ebből az időszakból már írásos beszámolók is maradtak fenn a népről: Homérosz a trákokat a trójaiak szövetségeseként említi, Hésziodosz szerint pedig a trákok földje felől érkeznek a hideg szelek Hellászba. i. e. 650 körül Arkhilokhosz pedig a saját korában élő népként írja le őket. Az i. e 7. században kezdtek megjelenni Trákia déli és keleti partjainál a görög gyarmatvárosok, melyekkel a trákok élénk kereskedelmet folytattak.
A trákok első királyát a görög szerzők Rhészosznak nevezték. Ő azonban valószínűleg nem konkrét személy volt, hanem a "király" jelentésű trák szót tévesen tulajdonnévnek vélték. A perzsák i. e. 512-ben indítottak először hadjáratot Trákia ellen, i. e. 476-ban törte meg az odrüsz törzs uralkodója, I. Térész.

### Az odrüszök

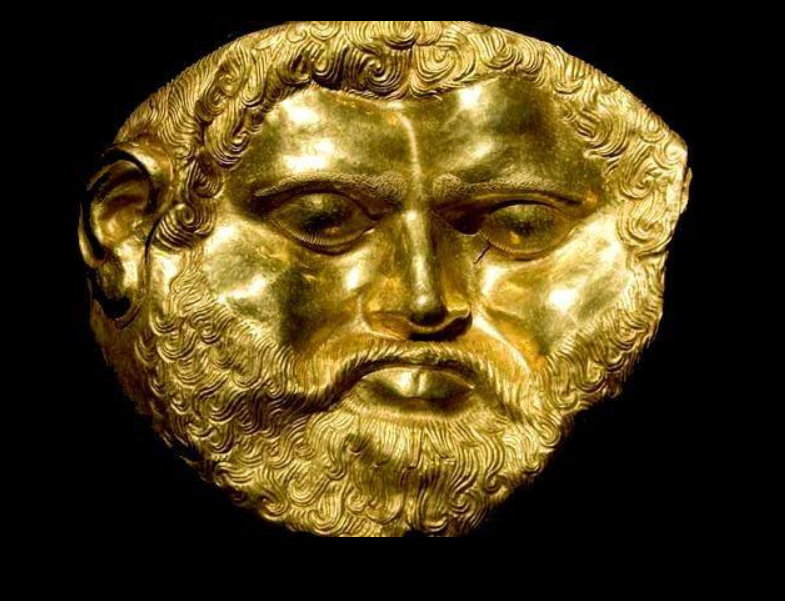
I. Térész arany maszkja

Az odrüszök törzsterülete Délkelet-Trákiában, a Tundzsa és a Marcia völgyében helyezkedett el, délen és keleten a Márvány-tengerig és a Dardanellákig húzódott. Katonai és politikai fennhatóságukat az i. e. 6. század végétől kezdve fokozatosan kiterjesztették a többi trák népcsoportra. Az első név szerint ismert odrüsz uralkodó, I. Térész a görög–perzsa háborúk utolsó szakaszában, kb. i. e. 480–460 között nagyobb katonai vállalkozásokba kezdett. Első lépésként szerződést kötött a szkítákkal, így biztosítva északi határait a perzsák visszaszorítása után a Dunánál fenyegetően fellépő lovas nomádok támadásaitól. Ezt követően a Sztrandzsa-hegységben élő thün törzs ellen fordult, meghódítva a Szalmüdésszosz és a Boszporusz közötti területet. Egész életét háborúskodással töltve, 92 évesen hunyt el.
Utódai pontos sorrendjét nem lehet megállapítani. Egyik fia, Szparadokosz csak ezüstpénzekről ismert, így nem egyértelmű, hogy király volt, vagy csak egy terület elöljárója. Testvére, Szitalkész viszont apjuknál is jelentősebb uralkodóvá vált. Megújította a szerződést a szkítákkal, majd újjászervezte az odrüsz államot: a nagyobb tartományok élére bizalmi embereit állította katonai-politikai kormányzóként. Az ő megnevezésük alkirály volt. Nyomást gyakorolt az Égei-tenger menti görög városokra, így biztosította magának az adószedés jogát. i. e. 431-ben, a peloponnészoszi háború kitörésekor szövetséget kötött Athénnal, ám annak feltételeit csak két év múlva teljesítette: betört a Khalkidiké-félszigetre és a Spártával szövetséges Makedóniába. i. e. 424 körül a trák triballosz törzzsel vívott ütközetben vagy közvetlenül az után esett el.

Az odrüszök királysága Szitalkész uralkodása alatt (i. e. 431-424)

Utóda, I. Szeuthész alatt élte az odrüsz állam a fénykorát. Bevételei ekkor Thuküdidész szerint elérték a 800, Diodórosz szerint az 1000 talentumot. Apja délnyugati terjeszkedését inkább délkeleti hadjáratokkal váltotta fel, a Dardanellák athéni szövetségesei ellen indult azzal a céllal, hogy kijáratot szerezzen államának a tengerre.
Ezt a célt akarta elérni I. Kotüsz (i. e. 383-359) is. Jó kapcsolatai és ajándékok révén semlegesítette az északi géta, moisszosz és triballosz törzseket, így teljes erejével a Dardanellák városai ellen fordulhatott. Ügynökei révén az athéni népgyűlést is tudta befolyásolni, az ellene küldött athéni katonatiszteket pedig megvesztegette. Leverte a megemelt adók miatt fellépő belső lázadásokat, majd két város kivételével sikerült is neki a félsziget elfoglalása. I. e. 359-ben szövetséget kötött a makedón trónra lépő II. Philipposz uralkodóval, hogy összehangoltan támadhassák Athén szövetségeseit, ám hamarosan két athéni összeesküvő meggyilkolta Kotüszt. A trák király célja ugyanaz volt, mint Philipposzé: egyesíteni népe törzseit, hogy így birodalmat építhessen. Ezt a célt azonban nem a trákok, hanem a makedónok teljesítették be II. Philipposz és Alexandrosz irányításával.
Kotüsz terveit fia, Kerszobleptész vitte tovább. Kezdetben sikeresen uralta a Dardanellák városait, ám amikor II. Philipposz támadást indított ellene nyugatról, és i. e. 341-ben legyőzte, az odrüsz állam három részre hullott. A nyugati, középső és keleti területek azonban egyaránt csakhamar makedón fennhatóság alá kerültek.

### A hellenizmus kora

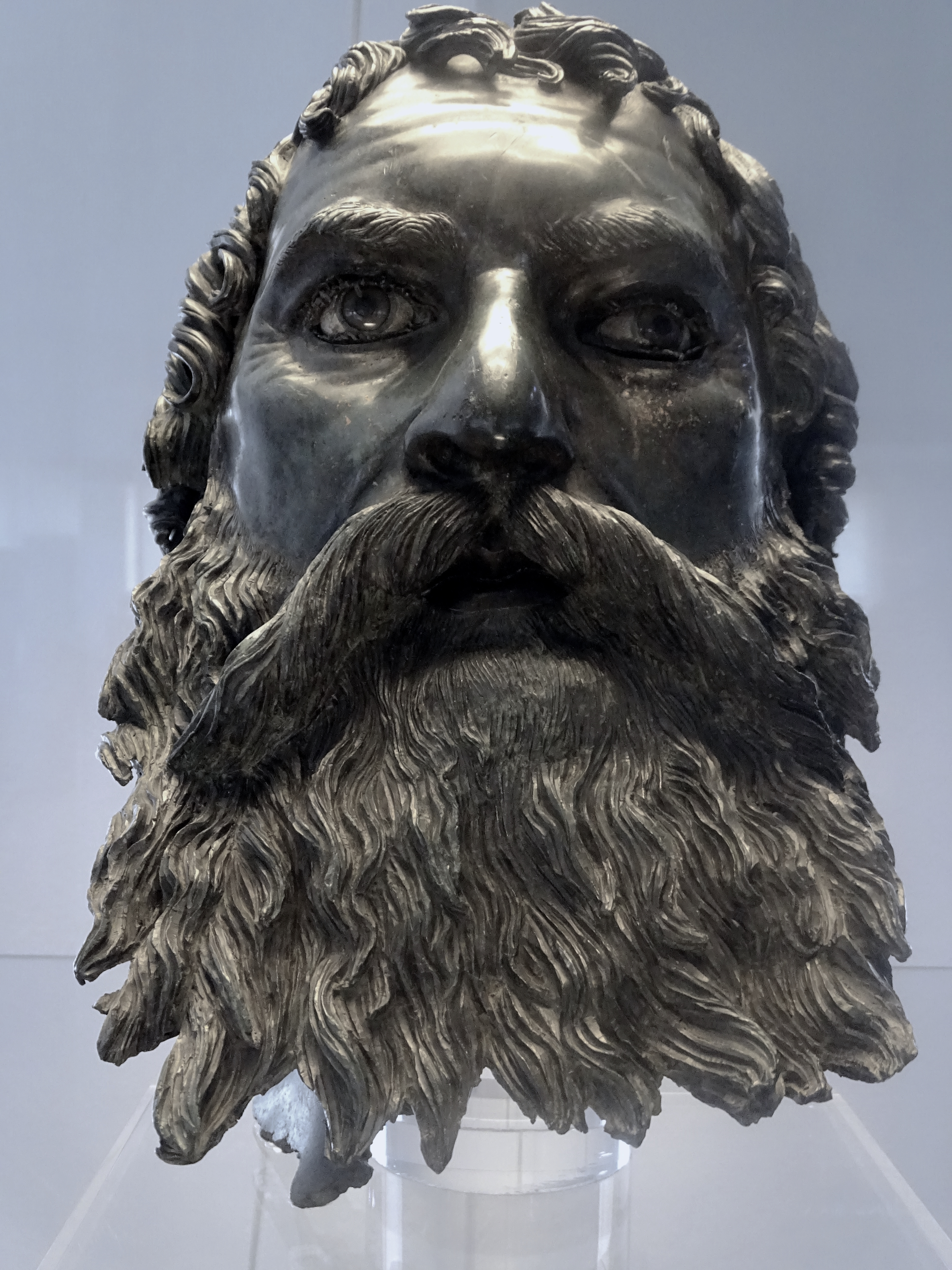
Bronz fej III. Szeuthész sírjából

A makedónok trákiai uralma kimerült néhány Fekete-tenger parti városban és Philippopoliszban állomásozó helyőrségek fenntartásában. A trákok részt vettek Nagy Sándor keleti hadjáratában, miután a makedón uralkodó i. e. 335-ben a trákok megfélemlítése céljából betört a tartományba. A birodalom széthullásakor pedig Lüszimakhosz uralma alá kerültek. Ő sikertelenül harcolt a géta király, Dromikhaitész ellen. Két hadjáratot is indított a Fekete-tenger partján lévő városok felkelői ellen, mert kis-ázsiai hadműveleteihez szüksége volt ezek stabil birtoklására. Mivel a diadokhoszok ellentétei is itt csúcsosodtak ki, Trákia belső területei szinte önállósultak. A korábban odrüsz fennhatóság alatt lévő törzsek újra megerősödtek, míg az odrüszök területe a Tundzsa felső és középső folyásának vidékére zsugorodott. Hatalmuk azonban egy rövid ideig ezen a területen szilárd maradt: III. Szeuthész sikeresen harcolt Lüszimakhosz ellen, kapcsolatait kis-ázsiai területekre is kiterjesztette. Felesége, Bereniké is az egyik kis-ázsiai diadokhosz-családból származott. Felépítette fővárosát, Szeuthopoliszt. Az i. e. 3. század második felében az odrüszök hatalma fokozatosan csökkent, Trákiában egyre több, helyi államalakulat jött létre. Ezek uralkodóinak aktivitása elsősorban a gazdag tengerparti városok kifosztására korlátozódott.
A gazdasági, politikai és társadalmi válság a korábbi közösségi viszonyok felbomlását, a lakosság szabadabb vándorlását is magával hozta. Ekkor néptelenedtek el a hegyi erődtelepülések, mert lakóik a síkvidékekre költöztek. A források a trák törzsek és a görög gyarmatvárosok közötti állandó konfliktusokról és szomszédos törzsek betöréseiről is beszámolnak. A Balkánon megjelenő kelták rövid életű királyságot (i. e. 279–212) hoztak létre a Marica és a Boszporusz között.

### A római uralom időszaka
A római hódítók a hellenisztikus világ válságát kihasználva az i. e. 2. század elején jelentek meg a térségben. Sok trák hadifogoly került rabszolgaként a birodalom távoli területeire, köztük a legnagyobb rabszolgafelkelést kirobbantó Spartacus. A trák törzsek fokozatosan Róma vazallusai lettek, ám gyakori felkelések miatt katonai megszállásuk egy nagyon hosszú, az i. sz. 1. századig eltartó folyamat volt. A rómaiak a Balkán-hegységtől északra fekvő területekből Moesia, a déliekből i. sz. 46-ban Thracia néven szerveztek provinciát. A római közigazgatás és kiépülésével új városok jöttek létre, a lakosság romanizációja azonban nem volt teljes. Bár elterjedtek a római szokások és viselet, a férfiak görög-római neveket vettek fel (az asszonyok inkább trák neveket használtak). A görög és a római istenek kultusza is meghonosodott, ám számos jel utal arra, hogy ezek nem tudták kiszorítani az ősi vallás egyes elemeit. A trák lovasistent ábrázoló domborművek gyakoriak maradtak Trákiában, és a hadseregben szolgáló trák katonáknak köszönhetően az egész birodalom területéről előkerültek. A vallás a 4. században is tovább élt: kereszténység elterjedésekor a hittérítők trák domborműveket zúztak szét és szentélyeket égettek fel. Thracia 395 után a Bizánci Birodalom része lett, ám ennek válságával a térségben megjelenő új népek hullámai (gótok, szlávok) a 6–7. századra a trákok teljes eltűnéséhez, beolvadásához vezettek.

## Állam és társadalom
A trákok római hódítás előtti társadalma kevésbé ismert. A régészeti adatok alapján feltételezhetjük, hogy a társadalom differenciálódása már az újkőkorszak idején jelentős volt. A várnai nekropolisz sírjai jelzik a népesség kettősségét: középen az előkelő törzs- vagy nemzetségfő gazdag mellékletekkel (pl. aranyozott kettős bárd, arany ékszerek, melldísz, bikát ábrázoló aranylemez) ellátott sírja, körülötte az egyszerű emberek szegényes nyughelyei feküdtek. A kettős bárd a vezető katonai és vallási tisztségére utal.
A bronzkor temetkezései az Istenanya és fiú-szeretőjének hagyományát tükrözik (pl. egymásba helyezett bronzüst és agyagváza). Orpheusz és Szamolxisz görög mítoszának trák változata szintén bronzkori politikai és vallási elképzeléseket mutat. A vallás vezetője csak egy szűk közösséget (arisztokrácia) avatott be a tanokba. Homérosz leírása szerint a trák törzsfők fegyverzete nem maradt el az akhájokétól vagy a trójaiakétól, amit régészeti leletek is alátámasztanak (pl. valcsitrani kincslelet). A nemzetségek nem előkelő tagjai gyalogos segédcsapatokként vettek részt a harcokban. A trák törzsek politikai viszonyai ekkor a mükénéi államokéhoz hasonlíthattak. A Rodope területén előforduló i. e. 12.–6. századra keltezhető megalitok (dolmenek, sziklasírok, fülkék és a Napot jelképező kőkörök) is az arisztokrácia hatalmát jelzik.
A társadalmi tagolódás a vaskorra (i. e. 1000-től) jelentősen előrehaladt. A nemzetségfőkből és kíséretükből álló arisztokrácia megerősödött. A vaskorban Trákia déli részén sűrű településhálózat alakult ki, az i. e. 1. évezred közepére ezek közül jó néhány – görög hatásra – városiasodni kezdett. A városszerkezet azonban továbbra is a nemzetségi előkelők vezető szerepét tükrözte: az odrüsz uralkodó, III. Szeuthész által alapított Szeuthopoliszban a király a fellegvárban lakott, az előkelők házai a városfalon belül, a köznépé azon kívül helyezkedett el. A köznép egy részét az előkelők tized fizetésére, ingyenmunka végzésére vagy számukra nyújtott szolgáltatások teljesítésére kötelezték. A rabszolgaság a környező görög és római társadalomhoz képest kisebb szerepet töltött be a trákoknál. A férfiaknak több feleségük is lehetett, gyermekeiket pedig eladhatták rabszolgának.
A későbbi görög írók szerint a trák arisztokraták vezető szerepét jó minőségű, gazdagon díszített fegyverei és jó lovai fejezték ki. Életük nagy részét háborúban töltötték, mert kiváltságaik megvédése és a szomszédok elleni zsákmányszerző hadjáratok szinte állandó harckészültséget igényeltek tőlük. A föld tulajdonosa a törzsfő vagy uralkodó volt, a közösség tagjai a földeket csak használatra kapták, ám ez a joguk megszüntethető volt. Az i. e. 6. századtól a dolmeneket újfajta királyi temetkezés, kamrasírok váltották fel. Ez a folyamat fontos társadalmi változásokra utal: az odrüsz törzs fokozatosan kiterjesztette ellenőrzését a többi trák népre.

## Települések
A trák városok kiépítettsége, fejlettsége jelentősen elmaradt a mediterrán térség településeihez képest. Vásárhelyként vagy kultikus központként kiemelkedő, földsánccal vagy kőfallal körülvett katonai települések voltak. Nevük utótagja gyakran a -dava/-deva, -para vagy -bria szóelem. A fontosabb városok: Pulpudava (Philippopolisz, ma Plovdiv), Mezembria, Beszapara, Szeutopolisz, részben városias települések: Kabile, Masztejra (Mladinovo), Beroé (Sztara Zagora).

## Kultúra

### Nyelv és írás
A trák nyelvnek kevés írott emléke maradt ránk. Néhány feliraton (jezerovói, duvanli-i aranygyűrű felirata, kjusztendili, számotrakéi cserépfeliratok) kívül csak az ókori görög és római szerzők néhány tucat megjegyzése áll rendelkezésünkre. Az ismert trák szavak száma 1500 körül van, ebből 400 településnév, 60 folyónév, 20 hegységek neve, több mint 700 személynév, 160 istenek neve és további 80 népcsoportok neve. Az nem vitatott, hogy a trák nyelv az indoeurópai nyelvcsalád szatem csoportjába tartozik, ám közelebbi besorolása számos problémát vet fel. A legelfogadottabb nézet egy trák–dák nyelvcsaláddal számol, ám a dák és a trák nyelvek egymáshoz való viszonya (külön nyelveket alkottak, vagy egy nyelv helyi nyelvjárásai voltak?) nincs egyértelműen tisztázva. Szintén nem ismert a trák nyelv viszonya az indoeurópai nyelvcsalád többi ágához. A korábbi rokonítási kísérletek a fríg és az illír nyelvvel ma már nem elfogadottak, de a trák nyelvet a göröggel és az albánnal is megpróbálták kapcsolatba hozni. Az 1970-es években Ivan Duridanov vetette fel a trák és a balti nyelvek közötti kapcsolatot, melyet egyértelműen máig nem sikerült tisztázni.

### Vallás
A trákok vallásának főistene Zamolxisz volt. Neve alapján eredetileg földisten lehetett. A görögök a trákoktól vették át Árész, Artemisz és Dionüszosz és Orpheusz tiszteletét.
A trák vallás megismerését is nehezíti a trák írásbeliség hiánya. A másik tényező, hogy az írott görög vagy római források a trákok vallását a saját vallásukhoz képest szemlélték, leírásaik sokszor hiányosak vagy ellentmondók. Gyakran a vallás barbár jellegének alátámasztására különleges rituálékat, számukra szokatlan, ősinek tűnő szokásokat emelték ki. Általános gyakorlat volt a trák istenek megfeleltetése a görög vagy római isteneknek. Például Hérodotosz beszámolt arról, hogy a trákok csak három istent, Dionüszoszt, Árészt és Artemiszt tisztelték, később viszont újabb trák istenekről is írt. A klasszikus és hellenisztikus kor görögjei és a rómaiak számára a mítoszok már nem általánosan elfogadott szent történetek, hanem inkább az erkölcsi vagy esztétikai mondanivaló átadására alkalmas, a művészek (író, szobrász stb.) által szabadon, átértelmezve felhasznált, metaforikus események voltak. Eközben a trákok továbbra is a görögségre korábban, a mükénéi korban jellemző mítoszfelfogással éltek, az onnan korábban átvett rituálék a trákok között még évszázadok múlva is élő szokások maradtak.

#### A lovasisten

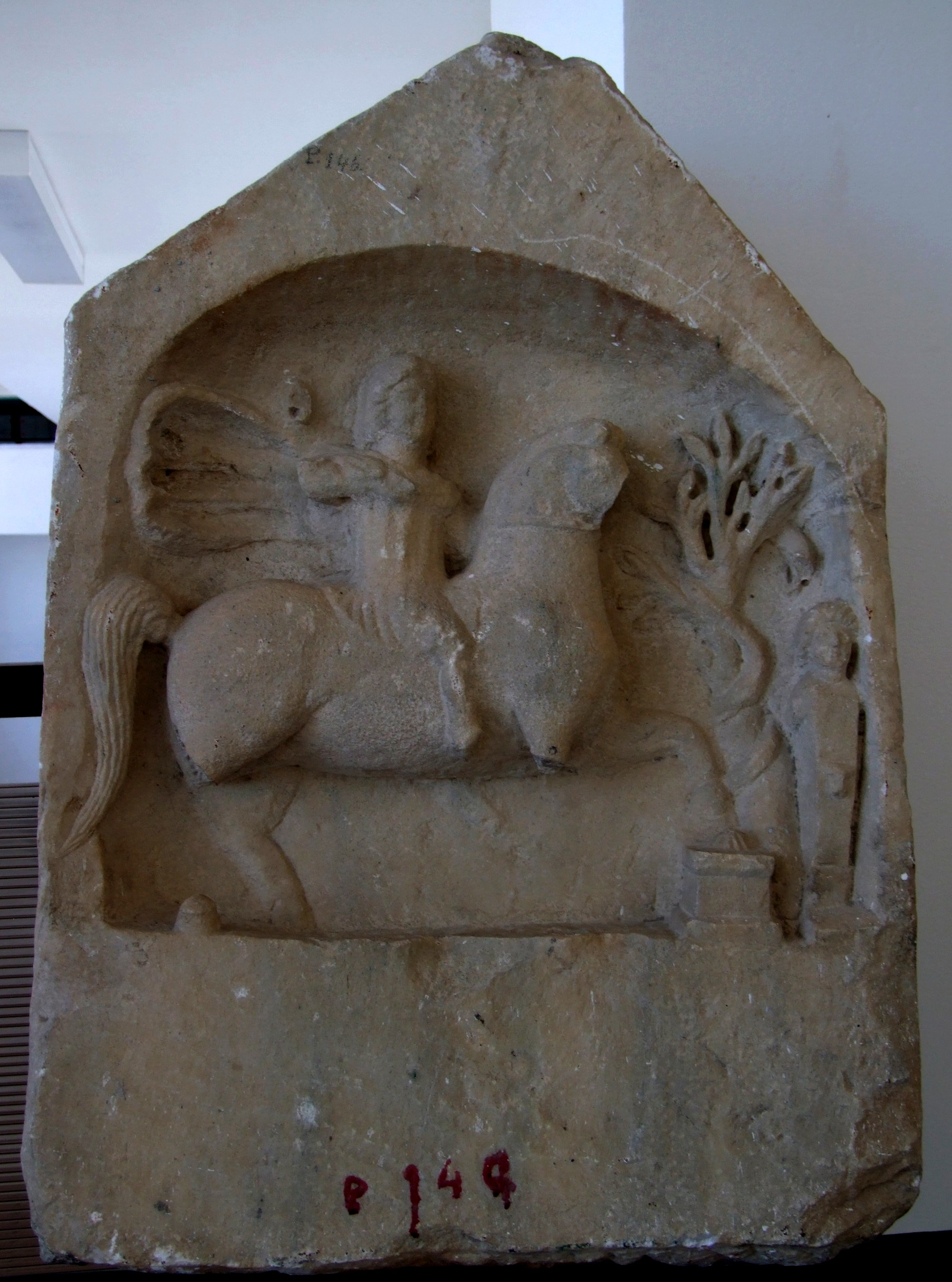
A trák lovasisten ábrázolása római kori sztélén

A trákok főistenének nevét nem ismerjük. Jobb híján lovasistenként vagy lovas hősként lehet rá hivatkozni. Ábrázolása több ezer, főleg római korból fennmaradt fogadalmi domborművön maradt fenn, az ábrázolásmódok (vadkan, oltár, lombos fa, rátekeredő kígyók, 1-3 nőalak, kutyák, serleg, ló farkába kapaszkodó fegyverhordozó) közötti kisebb eltérések és a fogadalmi felirat szövege között nincs összefüggés. Mindenhatóságát fejezte ki a szintén gyakran megjelenő háromfejű ábrázolásmód. A trákok valószínűleg előbb használták lovaglásra a lovat, mint a görögök, így a görög kentaurok a trák lovasokkal való korai találkozás emlékéből származhatnak. A görög szerzők a trákokat mindig lókedvelő népként, híres lótenyésztőként írták le. A ló a napisten szent állata, de egyben az Alvilággal is kapcsolatban áll. E kettősség jelenhet meg abban, hogy a főistent kizárólag lovasként ábrázolták. A ló egyben a gyalogos köznéptől elkülönülő arisztokrata társadalmi szerepét is kiemeli.

#### A Nagy Istenanya
A vallás másik központi alakja a Nagy Istenanya. Ő volt az ég és a föld, az élet forrása és az emberiség ősanyja. Eredete vélhetően a neolit termékenység-istennőire vezethető vissza. Gyakori a hármas ábrázolásmód: az anyát lányával és később férjévé váló fiával együtt jelenítik meg például az egymásba helyezett, bor-, méz- és tejáldozatoknál használt agyag-, bronz– és aranyedények szimbólumaival. Egyik megjelenési formája, mint az Állatok Úrnője a görög Artemisszel került azonosításra. Szintén kapcsolatba hozható a Marica alsó folyásánál tisztelt görög főistennővel, Hérával. De a trákok a Nagy Istenanyát leggyakrabban Bendiszként tisztelték. Kultuszát Athénban is bevezették i. e. 429-ben, tiszteletére a Bendideia nevű ünnepséget rendezték. A fogadalmi domborműveken gyakran nimfák társaságában ábrázolták. A Nagy Istenanya egy Kelet-Trákiában gyakori megjelenési formája Kotütó vagy Kotüsz nevű istennő. Talán a Dionüszosszal vagy Szabaziosszal való nászának megünneplésére tartották féktelen táncmulatságukról ismert orgiákat. Kotütót a kis-ázsiai Kübelével is azonosították, ami a trák és fríg vallások közötti kapcsolatot mutatja. Mindkét kultuszban fontos szerepe volt a mandulának.

#### A hadisten
A trákok hadistenével kapcsolatban a görög források a saját hadistenük, Árész nevét használták. Ő a görögök szerint trák származású volt, s elsősorban Hellász északi területein tisztelték. Neve nem görög eredetű, néhány ókori forrás pedig Trákiát Áriának nevezi, ezzel is a közöttük lévő kapcsolat meglétét erősítve. Ma már nehezen dönthető el, hogy a trákoknak volt-e külön hadistenük. Hérodotosz beszámol egy Pleisztórosz nevű istenről, aki a Márvány-tenger partján élő apszinthiosz törzs házi isteneként említ. Mivel számára elfogott ellenségeket (pl. Oiobazosz perzsa vezért) áldoztak fel, elképzelhető, hogy nemcsak egy helyi istenség, hanem a trákok hadistene is ő volt. De az talán valószínűbb, hogy a trákoknak nem volt külön hadistenük, a trák Árész csak az egyetemes trák istenség egyik feladatkörének megtestesítője volt.

#### Dionüszosz és Lükurgosz
Ókori szerzők Dionüszoszt is trák származásúnak tartották (nem meglepő, hiszen a trákok megrögzött iszákosok hírében álltak), ám a mai szakértők inkább az istenség kis-ázsiai eredetét valószínűsítik. Homérosz számol be arról, ahogy a keletről érkező Dionüszosz találkozott a trák Lükurgosz királlyal. Diodórosz szövegváltozata szerint, amikor az isten kíséretében a mainaszokkal (megrészegült bakkhánsnők) a Hellészpontoszhoz érkezett, barátságot kötött Lükurgosszal. A király azonban éjszaka meg akarta öletni őket. Dionüszosz erről időben értesülve a Hellészpontosz túlpartjára hajózott, a mainaszokat azonban a trákok lemészárolták. Dionüszosz hadseregével tért vissza, legyőzte Lükurgoszt, majd megvakíttatta, megkínozta és keresztre feszítette. Egy másik történetváltozat szerint megőrjítette, aki így fejszét fogva saját fiát, Drüaszt ölte meg, azt gondolván, hogy szőlőt metsz. A mítosz a régi vallások és az új, keletről érkező tanok konfliktusát mutatja be. Erről szólhat Diodórosz egy másik története Lükurgosz féltestvéréről, Butészről tudósít. Ő összeesküvést szőtt bátyja ellen, aki azonban társaival együtt száműzte Butészt. Ők Naxosz szigetén telepedtek le, és kalózkodásba kezdtek. Egyik hadjáratuk során a thesszáliai Drioszból Dionüszoszt követő asszonyokat rabolták el. Butész megerőszakolta Koróniszt, aki az istentől kért segítséget. Dionüszosz megőrjítette Butészt, aki kútba ugrott és megfulladt.

#### Dionüszosz és Orpheusz

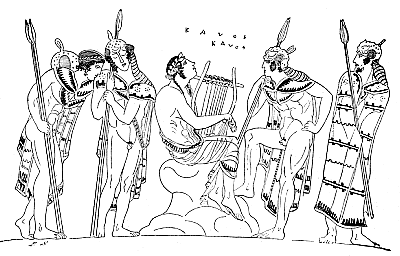
Orpheusz trák harcosok körében

Dionüszosz a trák királyságot Kharopsznak adta át, és beavatta titkos misztériumaiba. Tőle fia, Oiagrosz, majd tőle az ő fia, Orpheusz örökölte e kiváltságokat. Kedvese, Eurüdiké halála miatt annyira elszomorodott, hogy egy lehetetlen küldetésbe kezdett: leszállt hozzá az alvilágba. Zenéjével megszelídítetté a kaput őrző háromfejű kutyát, Kerberoszt, majd énekével elbűvölte az alvilág urát, Hadészt és feleségét, Perszephonét. Ők cserébe megengedték neki, hogy Eurüdikét magával vigye. A tilalom ellenére hátrafordult, hogy megbizonyosodjon arról, kedvese árnya követi. De ekkor még nem érte el őt a nap fénye, így elvesztette az asszonyt. Egy másik változat szerint, mivel nem vihette magával Eurüdikét, öngyilkos lett, hogy az alvilágban élhessenek együtt. A feltételezések szerint Orpheusz előképe egy trák vegetációisten volt.
Orpheusz később konfliktusba került egykori mesterével, Dionüszosszal. A bor istenét kizárólag nők követték, Orpheusz viszont megtiltotta nekik, hogy tiszteletére orgiákat rendezzenek. Orpheusz misztériumaiba csak férfiakat avatott be, nők a szentélyébe sem léphettek. A trák és makedón nők még amiatt is haragudtak a trák énekesre, mert a férjeiket rávette, hogy őt követve vándoroljanak vele. A Dionüszosz által felbátorított (lerészegedett) nők széttépték Orpheuszt, maradványait a tengerbe szórták. A történet arra utalhat, hogy a Kis-Ázsiából származó, féktelen őrjöngésbe csapó Dionüszosz-kultusznak Trákiában egy mérsékeltebb, túlkapásoktól mentes változata terjedt el.

#### Apollón és Orpheusz
Orpheusz nemcsak énekes, hanem jós és varázsló is volt. Fejét a tenger Leszbosz szigetére vitte, lantját a nők Apollón templomában helyezték el. A még mindig éneklő és jóslatokat soroló fejet Apollón állította le, mert az ő jóslásban mutatkozó előjogait sértette a konkurens. Fejét végül Dionüszosz szentélyében temették el. Az alvilágba való alászállás, a jóslás, a zene meghatározó szerepe Orpheusz olyan tulajdonságai, melyek arra utalhatnak, hogy személyében a Trákiában is létező sámánizmus elemei jelennek meg. A sámánizmus beavatási rítusáról ókori szerző is tudósít: Szeleukosz számol be (írása Athénaiosznál maradt fenn) a trákok egy „akasztós játékáról”. Egy hurok alá egy könnyen elmozdítható követ tettek. Akire sorshúzással a választás esett, kezében egy sarlóval a kőre lépett, nyakát a hurokba dugta. Valaki elmozdította a követ, az így felakasztott illetőnek pedig el kellett vágnia a kötelet, hogy életben maradjon. Ha ez sikerült, visszatért a „két világ határáról”, és ezzel a többieknél bölcsebb lett.
Orpheusz Hélioszt, a napistent tartotta a legfőbb istennek, aki Apollónnak kezdett hívni. Mindketten a gyógyítás ismerői voltak. Egy római kori dombormű a trák lovasistent lanttal a kezében (Apollón jelképe) ábrázolja és Aszklépiosznak nevezi (Apollón fia, a gyógyítás istene). Egy feliraton Orpheuszt Apollón kísérőjeként említik. Így az éneke a Trákiában újra elterjedő napkultusszal hozható kapcsolatba: ezért is alakult ki konfliktusa az inkább alvilági Dionüszosszal. Teljesen azonban nem tudta kiszorítani Dionüszoszt, mint azt Orpheusz haláláról szóló történet is jelzi.

#### A trák Dionüszosz
A trákok szentélyeiket hegytetőkre építették. Érdekes módon az alvilági isten, Dionüszosz templomai szintén magaslatokon találhatóak. Itt ismét a napkultusz és a föld alatti világ tiszteletének egybekapcsolódása jelenik meg. Ezt fejezi ki Dionüszosz fia (vagy unokája) a trák pap, Marón mítosza is: egyesülnek benne a dionüszoszi és az apollóni elvek. Orpheusz halála után Dionüszosz őt avatta be kultuszába, és városalapítással is megbízta. Macrobius beszámolója szerint: „Trákiában a nap és Liber (Dionüszosz) egy és ugyanaz az isten”. Ám Dionüszosznak kezdetben nem voltak szoláris vonásai: ezek a Dionüszosz kultusz orpheuszi reformjának eredményei lehetnek. Az i. e. 5. századra a görögöknél is megfigyelhető a két isten kultuszának kompromisszuma: Apollón télen távozik delphoi szentélyéből, ahol addig Dionüszosz veszi át a szerepét. Ez a folyamat trák hatásra is végbemehetett, ahol a két kultusz vélhetően előbb kiegyezett egymással. Orpheusz reformja tehát kibékítette Dionüszoszt és Apollónt, a trákok ezután egy istenként tisztelték őket.>
A trák Dionüszosz számos vonása eltért a görög mitológiai szereplőktől: míg a trák isten jós, a görög nem. A római kori domborműveken csak Trákiában ábrázolják Dionüszoszt lovon. A trák istenség kiváló vadász is volt, míg görög megfelelője nem jeleskedett ezen a területen. 
Felmerül az a kérdés, hogy a trákok a napistenben, vagy a Nagy Istenanya félisten fiában, egy héroszban (hősben) hittek-e. Kis-Ázsiában inkább az utóbbira van példa: a halandó, de évente feltámadó Attisz és Adónisz személyében. A mariandünosz törzs tagjainak hérosza, Bórmosz ezeknek az eltűnő (és ezzel katasztrófákat előidéző) majd újra megjelenő (és bőséget okozó) isteneknek a trák megfelelője. Valószínűleg minden törzsnek megvolt a maga hérosza, aki a Nagy Istenanya fiaként a gonosz erők ellen harcolva védelmezi az élet fáját, hogy fenntartsa a világ rendjét. Szentélyek százaiban tisztelték, fogadalmi domborművek ezrei kerültek elő a Római Birodalom legtávolabbi pontjairól is a trákok által a mindenhova magukkal vitt hérosz tiszteletéről tanúskodva.

#### A halhatatlanság hite
A trákok halhatatlanságba vetett hitéről minden velük foglalkozó ókori szerző beszámolt. Egyesek szerint a halott lelke visszatér a földre, mások szerint nem pusztul el, hanem a földinél nagyobb boldogságban él tovább. A lelket a testnél fontosabbnak tartották, betegségeknél először a lelket akarták ráolvasásokkal meggyógyítani, mert ezután a test is meggyógyul. Az ember mint egész megy át a túlvilágra, ami a mi földünkhöz hasonló, teljes élet lehetőségét nyújtó másik világ. Az oda vezető út azonban hosszú és tele van akadályokkal, így számos trák sírban a tulajdonossal a szekerét is eltemették. Ennek ellenére a két világ nem különül el élesen egymástól: a szkaioszok és kebrénioszok papkirálya, Koszingasz azzal fenyegette alattvalóit, hogy létrán felmegy az égbe, hogy bepanaszolja őket Héránál. A geták ötévente követet küldtek Zalmoxiszhoz, hogy kérésüket tolmácsolja felé. A követet a többiek feldobták a magasba úgy, hogy az alátartott lándzsák hegyére essen. Az esés jelképezte a másik világba való átjutást.